# Worthy de Jong
Worthy de Jong, né le 14 mars 1988, à Paramaribo, au Suriname, est un joueur néerlandais de basket-ball. Il évolue au poste d'arrière au ZZ Leiden.

## Biographie
En avril 2022 De Jong remporte le titre du meilleur joueur néerlandais et meilleur défenseur pour la saison inaugurale de BNXT League.
Il est nommé porte-drapeau de la délégation des Pays-Bas aux Jeux olympiques d'été de 2024 à Paris aux côtés de la handballeuse Lois Abbingh.

## Palmarès et distinctions

### Palmarès
- Championnat des Pays-Bas:
  - Vainqueur: 2011, 2013, 2021.
- Coupe des Pays-Bas:
  - Vainqueur: 2012, 2019.
- Supercoupe des Pays-Bas:
  - Vainqueur: 2011, 2012, 2021.
- Jeux olympiques Paris 2024 - Basket 3x3:
  - Médaille d’or.

### Distinctions personnelles
- MVP néerlandais de BNXT League 2021-2022.
- Meilleur défenseur de BNXT League 2021-2022.